# Francisco de Mendoza y Bobadilla
Francisco de Mendoza y Bobadilla o Bovadilla (Cuenca, 1508 - Arcos de la Llana, 18 de noviembre de 1566) fue un eclesiástico, teólogo y humanista español, obispo de Coria y de Burgos y cardenal.
| «Detente ¡oh pasajero! Aquí yace Mendoza. ¿Quién fue? preguntarás. Atiende, y agradecerás la detención». |

## Vida

### Familia y estudios
Fue el segundo de los siete hijos del marqués de Cañete Diego Hurtado de Mendoza, 
montero mayor de Castilla que después sería virrey de Galicia y de Navarra, y de su esposa Isabel de Cabrera y Bobadilla, hija de los marqueses de Moya Andrés Cabrera y Beatriz de Bobadilla. Su hermano mayor Andrés llegaría a ser virrey de Perú.
Estudió latín, griego y hebreo en la Universidad de Alcalá de Henares, doctorándose en derecho civil y canónico en la de Salamanca; no está claro si al mismo tiempo regentaba la cátedra de griego en esta universidad o era maestrescuela en la catedral. 
Posteriormente ejerció como profesor en la universidad de Évora y en la de Coímbra, de la que también fue rector.

### Carrera eclesiástica
Por influencia del arzobispo de Toledo Juan Pardo de Tavera sentó plaza como arcediano de esta diócesis, cargo al que renunció en favor de su hermano Fernando; en 1533 fue señalado por Carlos I para ocupar el obispado de Coria, en cuya dignidad formó parte del cortejo fúnebre que llevó los restos de la emperatriz Isabel de Portugal hasta su entierro en Granada.
En 1544 fue creado cardenal por Paulo III con el título de Santa María de Aracoeli, que después cambiaría por el de San Juan ante porta latinam, y tras la supresión de éste, por el de San Eusebio. En su condición cardenalicia participó en los cónclaves en los que fueron elegidos papas Julio III y Paulo IV y desempeñó el cargo de Camarlengo del Colegio Cardenalicio entre 1552-53.
En 1550 fue promovido a la diócesis de Burgos, residiendo durante gran parte de su episcopado entre Roma y la corte de Madrid; durante su gestión al frente de la diócesis se distinguió por su apoyo a la Compañía de Jesús y por la fundación de un seminario, el primero erigido según las disposiciones del Concilio de Trento, que sería el antecesor de la actual Facultad de Teología del Norte de España.
En 1554 fue nombrado gobernador de Siena, cargo en el que se mantuvo durante un breve periodo hasta la entrega de la ciudad al duque de Florencia Cosme I de Médici; en 1559, ya bajo el reinado de Felipe II, viajó a Francia junto con el duque del Infantado Íñigo López de Mendoza y un séquito de más de 1500 personas para recoger a la princesa Isabel de Valois y traerla a España para su boda con el rey.
En 1561 se abrió un proceso inquisitorial contra él, tras la denuncia del abad del monasterio de San Juan de Burgos por un sermón del cardenal en el que defendía la unión natural del comulgante con Cristo. El proceso se dilató y nunca llegó a resolverse. 
Promovido al arzobispado de Valencia, murió en Arcos de la Llana el 18 de noviembre de 1566, antes de tomar posesión. Fue sepultado en el panteón familiar de la catedral de Cuenca.

## Obras
Dejó escritas varias obras de temática religiosa, entre ellas De Natural cum Christo unitate, sin contar varias más que se le atribuyen inciertamente. 
Sin embargo su obra más conocida fue un tratado genealógico. Cuando su sobrino, el conde de Chinchón, solicitó el ingreso en una orden militar, el Tribunal de Órdenes demoró su concesión aduciendo ciertas máculas en la limpieza de su sangre; el cardenal Mendoza, indignado con lo que parecía una ofensa a toda su familia, presentó al rey Felipe II un memorial en el que repasaba los ancestros de gran parte de la nobleza castellana, presentando a ésta prácticamente como descendiente de moros y judíos. El memorial permaneció inédito hasta el siglo XIX, cuando fue publicado bajo el título Tizón de la nobleza de España.
A su muerte, el Presidente del Consejo de Castilla Diego de Espinosa, mandó recoger secretamente todos sus papeles genealógicos al corregidor de Burgos, Juan Delgadillo.
En los papeles de Rmo. Cardenal que Dios perdone, podría ser que estuviesen un libro y otros papeles, así de su linaje y descendencia como de otros destos reinos de que se tiene alguna noticia que él trataba y escribía en su vida, los cuales converná mucho al servicio de Dios y de su Majestad, que estos se recojan y tomen a su mano y que no se traten por otros de que se podría seguir algún inconveniente. Y así para este caso, será bien que VM con disimulación tome trabajo de ir a la Villa de Arcos y si estuviere hecho inventario de sus papeles, tomar los que hallare en este propósito, y si no lo estuviere, hacer la diligencia en los scriptorios que tuvieren papeles y lo que VM hallare allí o en Burgos melo envíe cerrado y sellado y a buen recaudo. Y converná que VM haga esta diligencia sin sonido. A la señora doña Catalina beso las manos y Nº Sr. guarde la muy magnífica persona de VM en su servicio. De Madrid, 2 de diciembre de 1566.
Servidor de VM
El licenciado Diego de Espinosa
Habiendo tenido a su servicio a destacados estudiosos, traductores y copistas, entre ellos Martín Laso de Oropesa, Buenaventura Vulcanius o Juan Páez de Castro, a lo largo de su vida reunió una copiosa biblioteca que a su muerte fue rematada «a real y medio por hoja» para pagar sus deudas.
| Predecesor: Francisco de Quiñones         | Obispo de Coria 1533 - 1550  | Sucesor: Diego Enríquez de Almansa   |
| Predecesor: Juan Álvarez y Alva de Toledo | Obispo de Burgos 1550 - 1566 | Sucesor: Francisco Pacheco de Toledo |